# Radikal 214
Radikal 214 mit der Bedeutung „Flöte“ ist das einzige von 214 traditionellen Radikalen der chinesischen Schrift, das mit siebzehn Strichen geschrieben wird.
Mit 6 Zeichenverbindungen in Mathews’ Chinese-English Dictionary gibt es nur sehr wenige Schriftzeichen, die sich unter diesem Radikal im Wörterbuch finden. Und selbst im 40.000 Zeichen umfassenden Kangxi-Wörterbuch gibt es nur 21 Schriftzeichen, die unter diesem Radikal zu finden sind.
Radikal 214 stellt eine Panflöte dar: mehrere Bambusröhrchen nebeneinander, in der Mitte die Öffnungen (drei Münder) und oben das Zeichen „zusammensetzen“ (Dreieck). Mit dem Radikal Metall heißt dieses Zeichen 鑰 „Schlüssel“, denn der Bart alter Schlüssel erinnerte entfernt an die Bambusröhrchen.

## Schriftzeichenverbindungen, die vom Radikal 214 regiert werden
| Striche | Zeichen |
| ------- | ------- |
| +0      | 龠      |
| +04     | 龡      |
| +05     | 龢      |
| +08     | 龣      |
| +09     | 龤 龥   |

 Im Unicodeblock Kangxi-Radikale ist das Radikal 214 unter der Codepointnummer 12.245 (U+2FD5) codiert.